# Helmut Kahlhöfer
Helmut Kahlhöfer (* 25. Juli 1914 in Barmen; † 12. April 1988 in Wuppertal) war ein deutscher Kirchenmusiker und Hochschullehrer.

## Leben
Kahlhöfer gründete 1946 in Wuppertal die Kantorei Barmen-Gemarke, welche er bis 1986 leitete. Er lehrte als Professor an der Folkwang-Hochschule in Essen. Von 1961 bis 1986 leitete er auch den Schönhausen-Chor Krefeld. Für seine Verdienste um die Kirchenmusik wurde er mit dem Titel Kirchenmusikdirektor ausgezeichnet.

## Auszeichnungen und Ehrungen
- 1976 – von der Heydt-Kulturpreis der Stadt Wuppertal